# Tolna tetrhemicycla
Tolna tetrhemicycla là một loài bướm đêm trong họ Erebidae.